# گلدا مئیر
گُلدا مئیر (عبری: גּוֹלְדָּה מֵאִיר‎؛ با زادنام گُلدا مابُویچ؛ ۳ مهٔ ۱۸۹۸ – ۸ دسامبر ۱۹۷۸) سیاستمدار اسرائیلی بود که از سال ۱۹۶۹ تا ۱۹۷۴ به‌عنوان چهارمین نخست‌وزیر اسرائیل خدمت کرد. او نخستین و تنها رئیس دولت زن اسرائیل و نخستین رئیس دولت زن در خاورمیانه بود.
مئیر متولد خانواده اوکراینی-یهودی در کی‌یف (در آن زمان امپراتوری روسیه) بود. او در سال ۱۹۰۶ به همراه خانواده‌اش به ایالات متحده مهاجرت کرد. او از مدرسهٔ تربیت معلم ایالت میلواکی فارغ‌التحصیل و به عنوان معلم مشغول به کار شد. زمانی که در میلواکی بود، به جنبش صهیونیسم کارگری متمایل شد. در سال ۱۹۲۱، مئیر و همسرش به فلسطین (آن زمان با قیمومت بریتانیا بر فلسطین) مهاجرت کردند و در مرهاویا ساکن شدند و بعداً نماینده کیبوتص در مرکز ملی سندیکایی هیستادروت شدند. در سال ۱۹۳۴، جایگاه او به کمیته اجرایی اتحادیه کارگری ارتقا یافت. مئیر در طول جنگ جهانی دوم و پس از آن چندین نقش کلیدی در آژانس یهود داشت. او در سال ۱۹۴۸ منشور استقلال اسرائیل را امضا کرد. مئیر در سال ۱۹۴۹ به عضویت کنست درآمد و تا سال ۱۹۵۶ به عنوان وزیر کار خدمت کرد تا اینکه از سوی نخست‌وزیر داوید بن گوریون به سمت وزیر امور خارجه گماشته شد. او در سال ۱۹۶۶ به‌دلیل بیماری از این وزارت کناره‌گیری کرد.
در سال ۱۹۶۹، مئیر پس از مرگ لوی اشکول، سمت نخست‌وزیری را بر عهده گرفت. او در اوایل دوران تصدی خود، دیدارهای دیپلماتیک متعددی با رهبران غربی داشت تا دیدگاه خود را در مورد صلح در منطقه ترویج دهد. وقوع جنگ یوم کیپور در سال ۱۹۷۳ اسرائیل را غافلگیر کرد و خسارات اولیه شدیدی را به ارتش وارد کرد. خشم عمومی ناشی از آن به اعتبار مئیر لطمه زد و منجر به تحقیقاتی در خصوص ناکامی‌ها شد. ائتلاف هم‌راستایی او در انتخابات قانونگذاری بعدی از کسب اکثریت محروم شد. او سال بعد استعفا داد و اسحاق رابین به عنوان نخست‌وزیر جانشین او شد. مئیر در سال ۱۹۷۸ بر اثر لنفوم درگذشت و در کوه هرتسل دفن شد.
مئیر در اسرائیل شخصیتی بحث‌برانگیز است. از او به‌عنوان بنیان‌گذار این کشور و «بانوی آهنین» سیاست اسرائیل یاد شده است، اما همچنین به‌طور گسترده بابت غافلگیری این کشور در طول جنگ سال ۱۹۷۳ مورد سرزنش قرار گرفته است. به‌علاوه، اظهارات تحقیرآمیزش نسبت به فلسطینیان به‌طور گسترده نکوهیده شده است. بیشتر مورخان بر این باورند که مئیر به‌عنوان وزیر کار و مسکن موفق‌تر بود تا نخست‌وزیر.

## زندگی شخصی
گُلدا مئیر در ۱۸۹۸ در کی‌یِف پایتخت اوکراین به دنیا آمد. گُلدا دختر یک نجار فقیر روسی بود. گُلدا و ۳ خواهرش از فقر و گرسنگی رنج می‌بردند. خانواده گُلدا تمام اموال خود را فروخت و گُلدا در ۸ سالگی به همراه خانواده به ایالات متحده آمریکا رفت. در ۱۹۲۱ پس از انسجام صهیونیستها در ۲۳ سالگی به اسراییل رفت و در تشکیلات بن گورین عضو شد.

## زندگی سیاسی
گُلدا مئیر یک سال بعد از عضویت در تشکیلات، توسط داوید بن گوریون، وزیر کار شد. سابقه او در دفتر سیاسی باعث شد در دولت بعدی داوید بن گوریون، وزیر خارجه اسرائیل شود. او تا ۱۹۶۶ و حدود ۱۰ سال، در زمان جنگ‌های اعراب و اسرائیل دیپلماسی اسرائیل را اداره کرد.
در حالی که همه فکر می‌کردند عمر سیاسی او به پایان رسیده، در ۶۸ سالگی به عنوان رهبر حزب کارگر پیروز شد و به مقام نخست‌وزیری کشور اسرائیل منصوب شد. وی اولین زن در خاورمیانه بود که رهبری کشوری را در عصر جدید به عهده داشت.
او اسرائیل را همانند اولین نخست‌وزیر اسرائیل داوید بن گورین با توسل به زور و پاسخ‌های خشونت‌بار به خشونت‌های اعراب اداره می‌کرد. جنگ ۱۹۷۳ نتیجه تصمیم او بود. اسرائیلی‌ها توانستند تحت رهبری مئیر، اعراب را به عقب برانند.
چندی بعد منتقدان وی، او را مسئول خسارت جنگ می‌دانستند و کمیته مسئول رسیدگی به مسائل جنگ وی را مقصر دانست.
پس از پایان جنگ، گُلدا مئیر از مقام خود استعفا داد و در ۸ دسامبر ۱۹۷۸ در سن ۸۰ سالگی درگذشت.

## فعالیت‌ها
- آموزگار

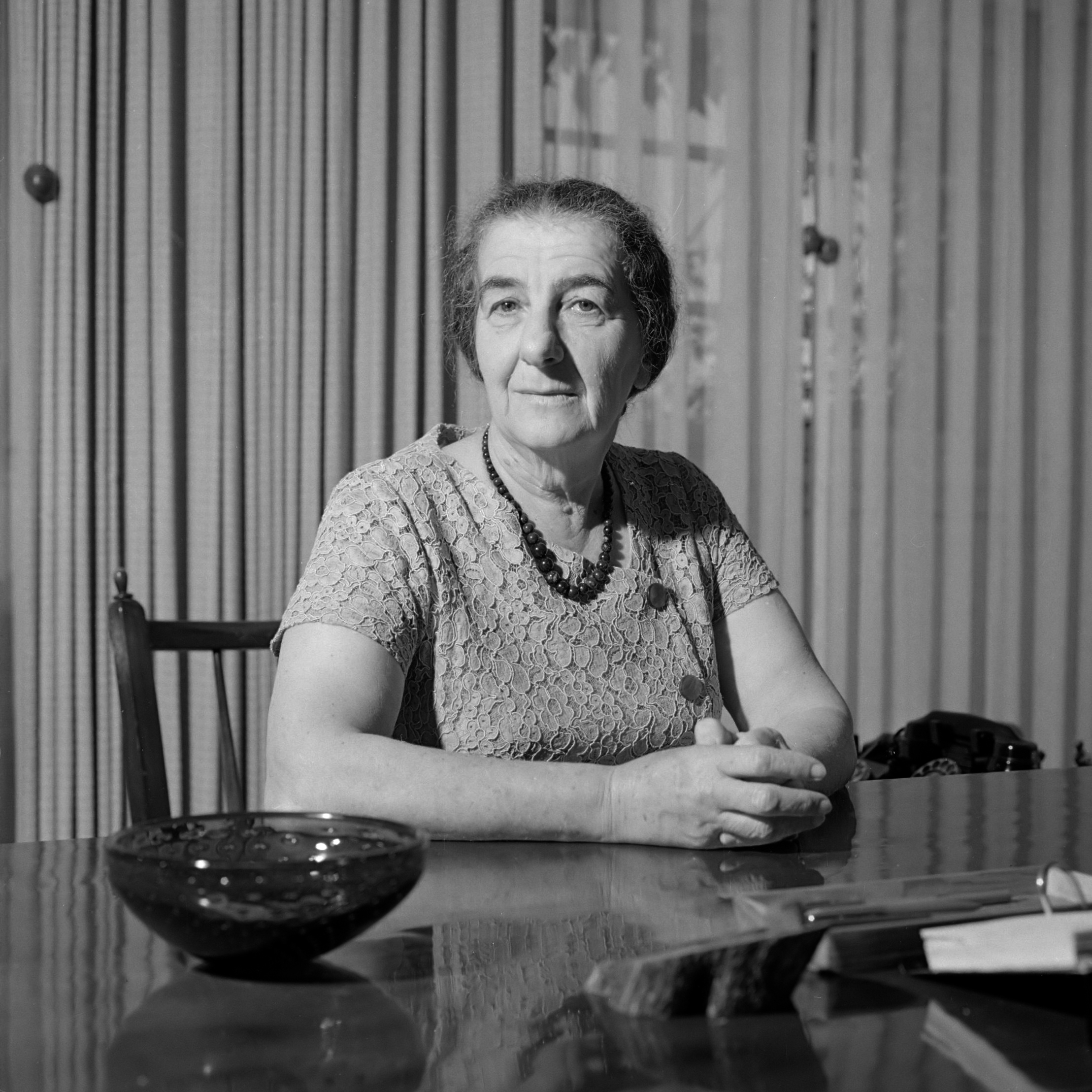
نگاره‌ای در سال ۱۹۶۴ از گلدا مئیر. گلدا مئیر یکی از ۲۴ امضاء کنندهٔ منشور استقلال اسرائیل در ۱۴ مه ۱۹۴۸ بود و بلافاصله به‌عنوان اولین سفیر اسرائیل در اتحاد جماهیر شوروی مشغول به‌کار شد. او پیش از رسیدن به مقام نخست‌وزیری، سومین زنی در جهان شد که به مقام «وزیر خارجه» رسید.

- رئیس هیئت مدیره صندوق بیماری کارگران
- رئیس اداره سیاسی فدراسیون کارگری
- عضو هیئت نماینده کمیته اقدام حزب «ماپای» در سازمان جهانی صهیونیسم
- فعالیت در شرکت مقاطعه‌کاری و خدمات عمومی وابسته به هیستادروت
- وزیر کار و بیمه اجتماعی
- وزیر امور خارجه
- دبیرکل حزب ماپای
- نخست‌وزیر اسرائیل
- هیئت اجرایی و دبیرخانه فدراسیون کارگری
- رئیس اداره سیاسی آژانس یهود ویژه فلسطین (بیت‌المقدس)
- نماینده نخستین دوره کنست
- نخستین سفیر اسرائیل در اتحاد جماهیر شوروی
- دبیر شورای کارگری زنان هیستادروت
- عضو هیئت نمایندگی آمریکا در کنگره جهانی یهود
- عضو شورای مشورتی اقتصاد زمان جنگ حکومت قیمومت فلسطین

## نگارخانه

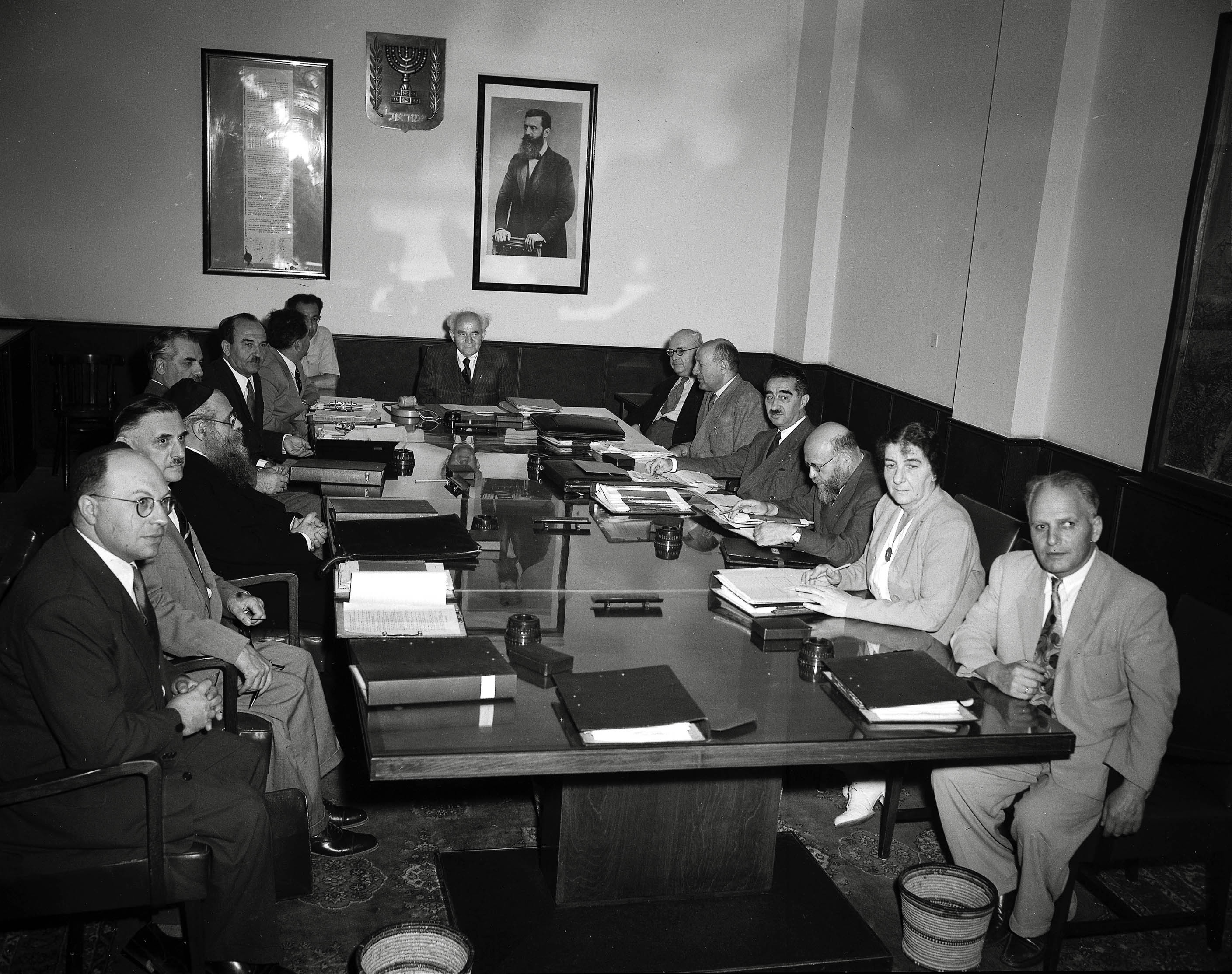
گُلدا مایر در جلسهٔ هیئت دولت اسرائیل به ریاست داوید بن گوریون
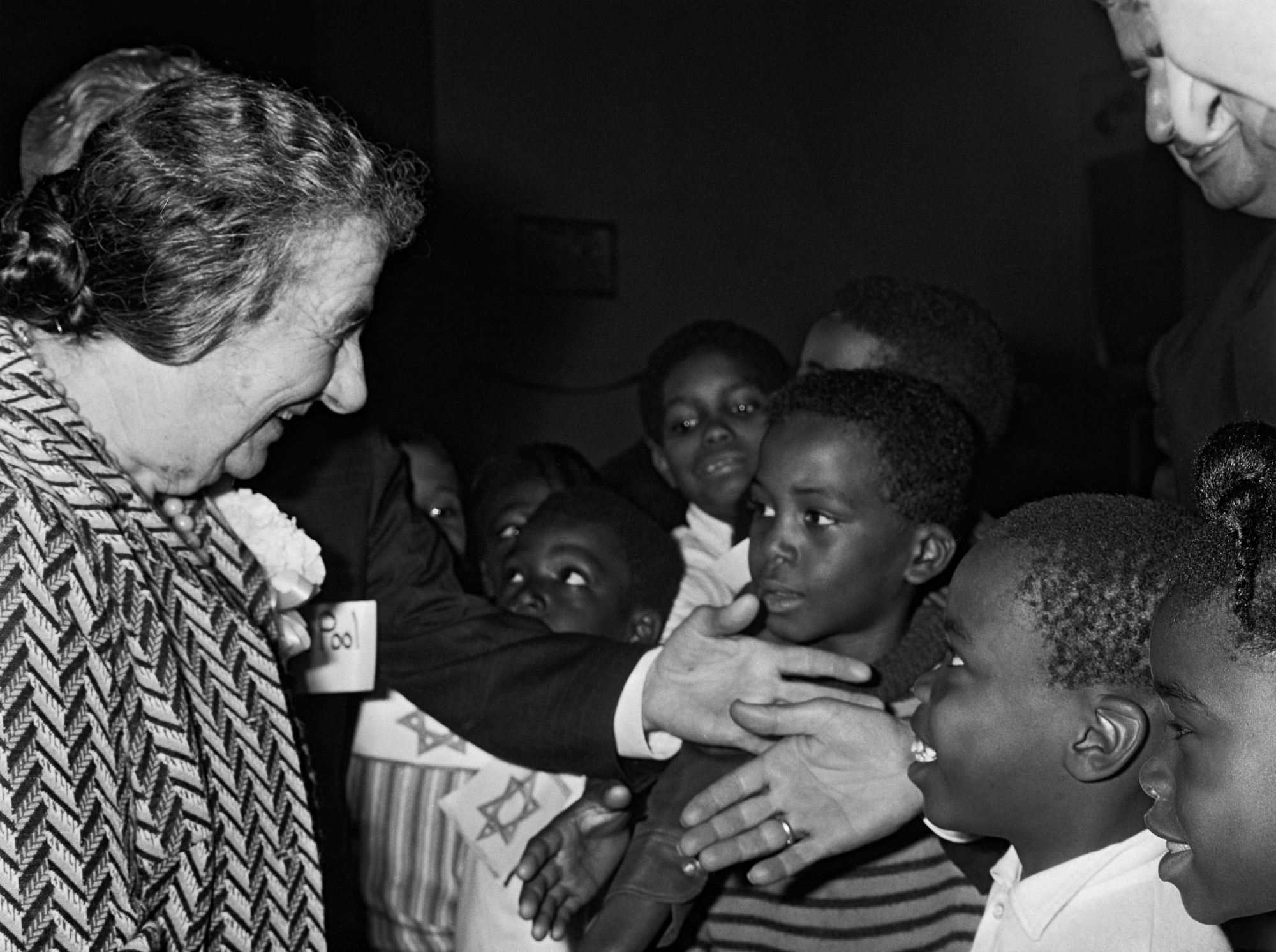
گُلدا مایر در سال ۱۹۶۹ میلادی و در بازدید از یک مدرسهٔ ابتدایی در میلواکی، ویسکانسین که بعدها به افتخارش نام‌گذاری شد
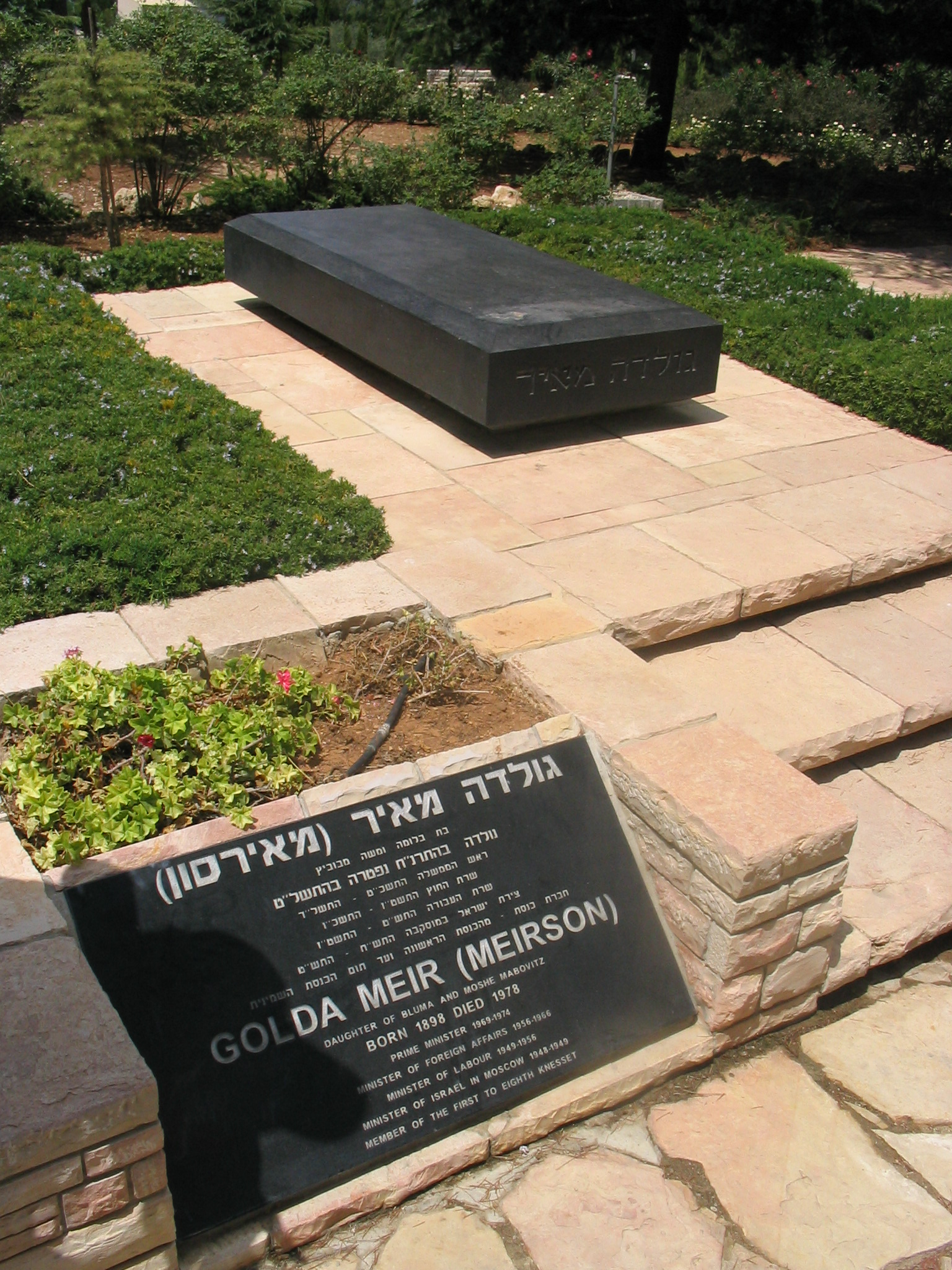
قبر گُلدا مئیر در تپه هرتسل